# Elmore, Ohio
Elmore är en ort (village) i Ottawa County, och Sandusky County, i Ohio. Vid 2010 års folkräkning hade Elmore 1 410 invånare.